# Corbin Bleu
Corbin Bleu, all'anagrafe Corbin Reivers (New York, 21 febbraio 1989), è un attore, cantante e ballerino statunitense.
Ha raggiunto la fama internazionale nel 2007 con la nota saga Disney High School Musical, della quale è stato uno dei protagonisti per tutti e tre i film realizzati. Grazie al successo di questo film, incentrato sul mondo della musica, ha avviato parallelamente all'attività di attore anche una carriera discografica pubblicando il disco Another Side. Nel 2009 ha pubblicato il secondo disco Speed of Light, dal riscontro nettamente inferiore rispetto al precedente. A partire dagli anni 2010, Bleu ha iniziato una prolifica carriera come interprete di musical a Broadway, dove ha recitato in In the Heights (2010), Godspell (2012), Holiday Inn (2016) e Kiss Me, Kate (2019).

## Biografia
Nato dall'attore giamaicano-statunitense David Reivers e da madre italo-americana, Martha Callari, all'inizio della sua attività artistica ha cambiato il cognome da Reivers a Bleu per mantenersi distante dalla carriera del padre, con cui ha lavorato nel film Jump In!.

### I primi lavori
Apparso in alcuni spot televisivi a due anni di età, ha recitato nel suo primo spettacolo teatrale a Broadway ad appena sei anni.
Ha iniziato a lavorare come modello per le marche Target e Toys R Us. Nel 1996 la sua famiglia si è trasferita a Los Angeles, e presto ha preso parte alla serie High Incident apparendo anche nel noto telefilm ER; ha avuto piccoli ruoli in Soldier, Family Tree, Mystery Men e Galaxy Quest, prima di ottenere il ruolo di protagonista nel film del 2004 Catch That Kid (in italiano Tre ragazzi e un bottino). Dopo il successo di questa pellicola, è stato scritturato per il telefilm di Discovery Kids Flight 29 Down.

### Successo mondiale conHigh School MusicaleJump In!

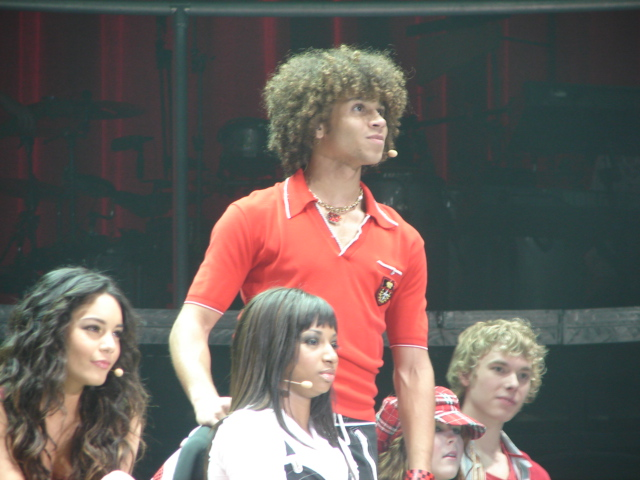
Corbin Bleu, Vanessa Hudgens e Monique Coleman in High School Musical: Il concerto dal vivo, 2006

Nel 2006 ha ottenuto il promettente ruolo di Chad, il migliore amico del protagonista, nel film High School Musical, uno dei film prodotti da Disney Channel di maggior successo. In seguito ha partecipato a Jump In!, dove ha lavorato con Keke Palmer, trasmesso il 12 gennaio 2007. Nello stesso periodo ha iniziato la carriera musicale, incidendo e pubblicando il suo album di debutto, Another Side, pubblicato ufficialmente il 1º maggio 2007 dall'etichetta discografica Virgin.
Per il secondo anno consecutivo ha fatto parte del cast del film High School Musical 2, sempre nella parte di Chad Danforth, ruolo mantenuto anche nel terzo capitolo della serie, High School Musical 3: Senior Year.

### 2006-presente: Nuove produzioni
Ha fatto un'apparizione nella prima puntata del telefilm Hannah Montana, con le attrici Miley Cyrus e Emily Osment, apparendo anche nel Disney Channel Games 2007 come capitano della squadra blu. Ha interpretato anche Spencer nella serie tv di Nickelodeon Ned - Scuola di sopravvivenza. Nel 2008 ha lavorato al suo secondo lavoro discografico, Speed of Sound, pubblicato nel marzo 2009, di successo inferiore rispetto al precedente.
Nell'autunno del 2009 ha partecipato al film Free Style ed è apparso nel programma televisivo di The CW Television Network The Beautiful Life: TBL, con le attrici Sara Paxton e Mischa Barton. Sempre nel 2009 è stato la voce narratrice in Beyond All Boundaries ed è apparso a Entertainment Tonight e The Morning Show with Mike and Juliet; ha quindi ottenuto il ruolo di protagonista nel musical di Broadway In the Heights ed è apparso come guest star in un episodio di The Good Wife, interpretando il DJ Javier Berlin, nell'ottobre 2010.
Corbin ha recitato nel film breve commedia I Owe My Life to Corbin Bleu nel 2010. Nel 2011, ha eseguito il Lou voce in The Little Engine That Could, ha recitato nel film horror Scary or Die, e ha iniziato le riprese Renée, che uscirà nel 2012. Nel 2012 ha anche recitato in film di Sugar dramma, diretto da Rotimi Rainwater. In autunno 2012, ha recitato nel thriller di Nurse 3D film horror, diretto da Doug Aarniokoski e distribuito dalla Lions Gate Entertainment. Corbin Bleu sarà guest star in un episodio di Blue Bloods in questo autunno.
Nel marzo del 2013, interpreta il ruolo principale di Jeffrey King in una serie di Soap opera, "Una vita da vivere". Nel 2013 partecipa come concorrente alle diciassette edizione di Dancing with the Stars, assieme alla sua partner di ballo Karina Smirnoff, oltre a recitare nel film Nurse - L'infermiera.
Successivamente ha intensificato l'attività teatrale. Nel 2016 è tornato a Broadway con il musical Holiday Inn, mentre l'anno successivo ha interpretato Sky in Mamma Mia! all'Hollywood Bowl con un cast di alto profilo che comprendeva Dove Cameron, Lea DeLaria e Jaime Camil. Nel 2018 ha recitato nelle serie televisive The Middle e Chicago Med, per poi tornare a teatro per interpretare Don Lockwood nel musical Cantando sotto la pioggia a St. Louis; sempre nello stesso anno ha esordito sulle scene di Washington nel musical Anything Goes. Nel 2019 è tornato a Broadway in un revival del musical Kiss Me, Kate e per la sua interpretazione nel ruolo di Bill Calhoun ha ricevuto una candidatura al Drama Desk Award al miglior attore non protagonista in un musical; sempre nello stesso anno è tornato a recitare sul grande schermo nel film Walk. Ride. Rodeo. Nel 2020 e 2021 ha interpretato piccoli ruoli nelle serie televisive Supergirl e Dynasty, mentre nel 2022 ha interpretato il coprotagonista Bert nel musical Mary Poppins a St. Louis e nel 2023 ha recitato nel ruolo del protagonist Seymour ne La piccola bottega degli orrori nell'Off-Broadway.

## Carriera musicale

### 2006-2007:Another Side

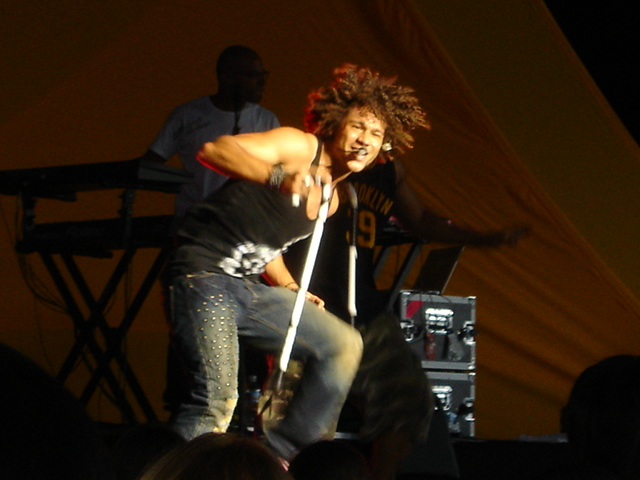
Corbin Bleu concerto in 13 luglio 2007

Corbin Bleu ha inciso la sua prima canzone come professionista, intitolata Fight 29, per la serie televisiva Flight 29 Down. Dopo aver partecipato alla serie televisiva High School Musical ha pubblicato il suo primo album, Another Side, pubblicato dalla Hollywood e diffuso su scala internazionale dalla Virgin. Il suo primo singolo, Push It to the Limit, è stato promosso durante il tour statunitense di High School Musical. Ha partecipato alla scrittura dei brani We Come to Party, Mixed Up, Never Met a Girl Like You e Homework, tutte incluse nel suo album di debutto.
Il singolo Push It to the Limit ha raggiunto la quattordicesima posizione della classifica statunitense dei singoli. L'attore e cantante è stato quindi in tour con gli altri membri della serie televisiva, tour che l'ha reso noto da fine novembre 2006 a fine gennaio 2007 portando in vari paesi lo spettacolo High School Musical: Il concerto, esibendosi in 40 città diverse. Per promuovere il suo album di debutto, si è anche esibito al NextFest Tour con Aly & AJ, Drake Bell, Bianca Ryan.

### 2008-2009:Speed of Light
Dal 2008 ha lavorato alla composizione del suo secondo album, Speed of Light, pubblicato il 10 marzo 2009 sempre dall'etichetta Hollywood e diffuso internazionalmente dalla Virgin.
Rispetto al precedente, il secondo album ha fatto segnalare una maggiore maturità del cantante sia dal punto di vista musicale che dell'immagine pubblica dell'artista, visibilmente maturato. Tuttavia, la maturità dal punto di vista musicale non ha coinciso con un rinnovato successo discografico, causato dallo scarso successo di vendita del disco che non è apparso nelle classifiche di vendita.
Dal disco, alla composizione del quale ha partecipato lo stesso cantante collaborando alla scrittura di due brani, sono stati tratti i singoli Moments That Matter e Celebrate You.

## Vita privata
Bleu fa spesso volontariato. Ha lavorato per opere di beneficenza come la Starlight Children's Foundation, la Make-A-Wish Foundation, e Research Hospital St. Jude Children. Ha inoltre servito la cena del Ringraziamento ed il pranzo per la vigilia di Natale a Los Angeles in un rifugio per senzatetto con Debby Ryan nel 2008.
Nel 2009, ha ospitato il sesto Do Something Awards a New York. Nel maggio 2011, ha partecipato anche al Do Something Awards Kick-off. Ha collaborato con Aimee Teegarden, Kevin Jonas e JoJo durante l'evento per onorare i tredici candidati in lizza per il premio. Nel marzo 2013 si è legato sentimentalmente all'attrice Sasha Clements, fidanzandosi nell'ottobre 2014 a Disney World. Il 23 luglio 2016 è avvenuto il loro matrimonio.

## Filmografia

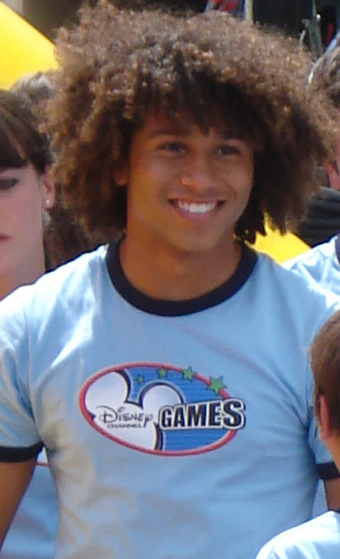
Bleu in Disney Channel Games, come capitano del Blue Team 2007 in Florida

### Cinema
- Soldier, regia di Paul W. S. Anderson (1998)
- Beach Movie, regia di John Quinn (1998)
- Family Tree, regia di Duane Clark (1999)
- Mystery Men, regia di Kinka Usher (1999)
- Galaxy Quest, regia di Dean Parisot (1999)
- Tre ragazzi e un bottino (Catch That Kid), regia di Bart Freundlich (2004)
- Jump In!, regia di Paul Hoen (2007)
- High School Musical 3: Senior Year, regia di Kenny Ortega (2008)
- Free Style, regia di William Dear (2008)
- Beyond All Boundaries, regia di David Briggs - cortometraggio (2009) - voce
- The Little Engine That Could, regia di Elliot M. Bour (2011) - voce
- Sugar, regia di Rotimi Rainwater (2011)
- Scary or Die, regia di Bob Badway (2011)
- Renee - La mia storia (To Write Love on Her Arms), regia di Nathan Frankowski (2012)
- La zampa di scimmia (The Monkey's Paw), regia di Brett Simmons (2013)
- Nurse - L'infermiera (Nurse 3D), regia di Douglas Aarniokoski (2014)
- Megachurch Murder, regia di Darin Scott (2015)
- Walk. Ride. Rodeo., regia di Conor Allyn (2019)

### Televisione
- E.R. - Medici in prima linea (ER) – serie TV, episodio 3x09 (1996)
- Malcolm & Eddie – serie TV, episodio 3x06 (1998)
- F.B.I. Protezione famiglia (Cover Me: Based on the True Life of an FBI Family) – serie TV, episodio 1x07 (2000)
- High School Musical, regia di Kenny Ortega - film TV (2006)
- High School Musical Dance-Along, regia di Art Spigel - film TV (2006)
- Jump In!, regia di Paul Hoen - film TV (2007)
- Ned - Scuola di sopravvivenza (Ned's Declassified School Survival Guide) – serie TV, episodi 3x08-3x09 (2006-2007)
- Flight 29 Down – serie TV, 27 episodi (2005-2007)
- High School Musical 2, regia di Kenny Ortega - film TV (2007)
- Mother Goose Parade, regia di Jillian Hanson-Cox - film TV (2007)
- Hannah Montana – serie TV, episodi 1x01-2x29 (2006-2008)
- Disney 365 – serie TV, 6 episodi (2006-2009)
- Phineas e Ferb – serie TV, episodi 2x12-2x15 (2009) - voce
- The Beautiful Life – serie TV, 5 episodi (2009)
- Flight 29 Down: The Hotel Tango, regia di D.J. MacHale - film TV (2010)
- The Good Wife – serie TV, episodio 2x04 (2010)
- Blue Bloods – serie TV, episodio 3x01[52] (2012)
- Una vita da vivere (One Life to Live) – serie TV (2013)
- Franklin & Bash – serie TV, episodio 3x02[53] (2013)
- Dancing with the Stars – serie TV, concorrente (2013)
- Psych – serie TV, episodio 8x07 (2014)
- Drop Dead Diva – serie TV, episodio 6x02 (2014)
- Castle – serie TV, episodio 8x09 (2016)
- Chicago Med – serie TV, episodio 3x08 (2018)
- The Middle – serie TV, episodio 9x12 (2018)
- Supergirl – serie TV, episodio 5x15 (2020)
- Dynasty – serie TV, 2 episodi (2021)

## Teatrografia
- In the Heights, libretto di Quiara Alegría Hudes, colonna sonora di Lin-Manuel Miranda, regia di Thomas Kail. Richard Rodgers Theatre di Broadway (2010)
- Hairspray, libretto di Mark O'Donnell, Scott Wittman e Thomas Meehan, colonna sonora di Marc Shaiman, regia di Jerry Mitchell. Hollywood Bowl di Los Angeles (2011)
- Godspell, libretto di John-Michael Tebelak, colonna sonora di Stephen Schwartz, regia di Daniel Goldstein. Circle in the Square Theatre di Broadway (2012)
- Family Shots, di Michael Slade, regia di Kevin Moore. Human Race Theatre di Dayton (2015)
- Romeo and Juliet: Love is a Battlefield, scritto e diretto da Bradley Bredeweg & Kelley Parker. Rockwell Table and Stage di Los Angeles (2015)
- The Dodgers di Diana Amsterdam, regia di Dave Solomon. Hudson Mainstage Theatre di Los Angeles (2016)
- Holiday Inn, libretto di Chad Hodge e Gordon Greenberg, colonna sonora di Irving Berlin, regia di Gordon Greenberg. Studio 54 di New York (2016)
- Mamma Mia!, libretto di Catherine Johnson, colonna sonora degli ABBA, regia di Kathleen Marshall. Hollywood Bowl di Los Angeles (2016)
- Singin' in the Rain, libretto di Betty Comden, Adolph Green e Arthur Freed, colonna sonora di Nacio Herb Brown, regia di Marc Bruni. St. Louis Municipal Opera Theatre di St. Louis (2018)
- Anything Goes, libretto di Guy Bolton e P. G. Wodehouse, colonna sonora di Cole Porter, regia di Molly Smith. Arena Stage di Washington (2018)
- Kiss Me, Kate, libretto di Samuel e Bella Spewack, colonna sonora di Cole Porter, regia di Scott Ellis. Studio 54 di Broadway (2019)
- Mary Poppins, libretto di Julian Fellowes, colonna sonora e testi di Richard M. Sherman, Robert B. Sherman, George Stiles ed Anthony Drewe, regia di John Tartaglia. Muny di St. Louis (2022)
- Little Shop of Horros, libretto di Howard Ashman, colonna sonora di Alan Menken, regia di Michael Mayer. Westside Theatre dell'Off-Broadway (2023)

## Discografia

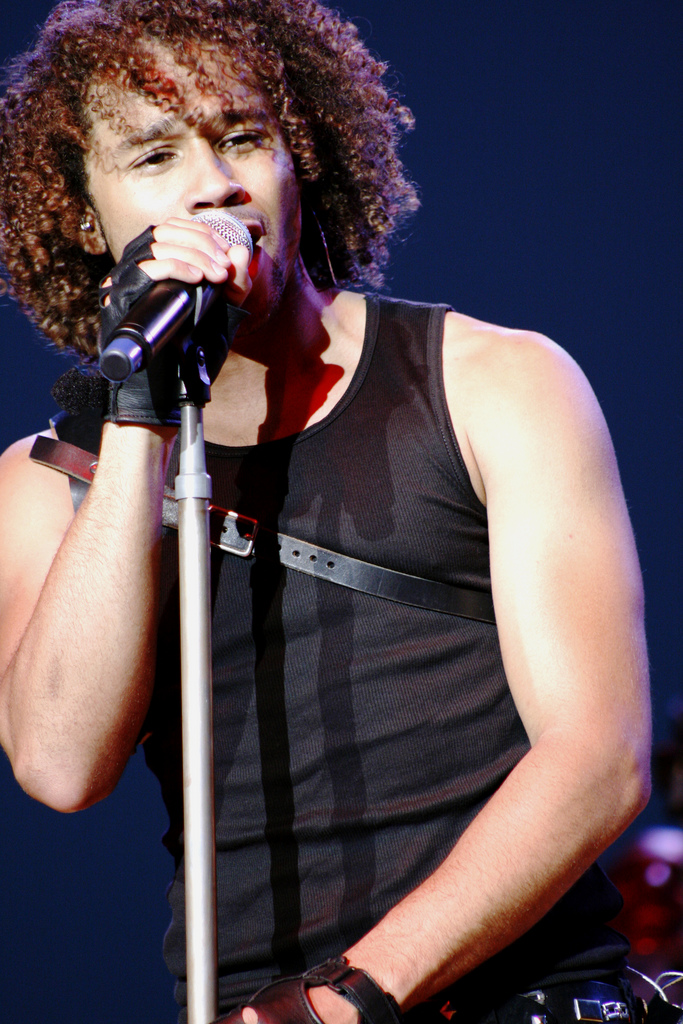
Corbin Bleu in concerto nel 2008

### Album
- 2007 - Another Side
- 2009 - Speed of Light

### Singoli
- 2006 - Push It to the Limit
- 2007 - Deal with It
- 2007 - I Don't Dance (feat. Lucas Grabeel)
- 2007 - What Time Is It? (con il cast di High School Musical 2)
- 2008 - The Boys Are Back (feat. Zac Efron)
- 2008 - Run It Back Again
- 2009 - If We Were a Movie (feat. Miley Cyrus)
- 2009 - Moments That Matter
- 2009 - Celebrate You

## Premi e candidature
Premi
- 2005 - LA High School for the Arts: Theatre Student of the Year[54]
- 2006 - Disney Channel New Years Bowl-A-Thon: Best Best Hair While Bowling[55]
- 2007 - Poptastic! Awards: Male Singer

Nomine
- 2007 - NAACP Image Award: Outstanding Performance in a Youth/Children's Program for: High School Musical[56]
- 2007 - Young Artist Awards: Best Performance in a TV Movie, Miniseries or Special (Comedy or Drama) – Supporting Young Actor for: High School Musical[57]
- 2007 - Poptastic! Awards: Favorite Music Video for: Push It to the Limit[58]
- 2007 - Poptastic! Awards: Favorite Song for: Push It to the Limit[58]
- 2007 - Poptastic! Awards: Favorite TV Actor[58]
- 2007 - Poptastic! Awards: Favorite Album for: Another Side[58]
- 2007 - Poptastic! Awards: Male Style Idol[58]
- 2007 - Poptastic! Awards: Most Wanted To Meet[58]
- 2009 - Teen Choice Awards: Choice Movie Actor: Music/Dance for: High School Musical 3: Senior Year[59]

## Doppiatori italiani
Nelle versioni in italiano delle opere in cui ha recitato, Corbino Bleu è stato doppiato da:
- Fabrizio De Flaviis in High School Musical 2, High School Musical 3: Senior Year, Jump In! e Hannah Montana, High School Musical: The Musical: La serie
- Gabriele Patriarca in High School Musical, Psych, Castle
- Flavio Aquilone in Hannah Montana, Flight 29 Down
- Emiliano Coltorti in Tre ragazzi e un bottino
- Fabrizio Vidale in Blue Bloods
- Raffaele Proietti in Supergirl